# Aumento (linguistica)
L'aumento è una funzione di alcune lingue indoeuropee che marca il tempo passato di un verbo. Comporta un allungamento quantitativo della prima vocale di una parola iniziante appunto per vocale oppure l'apposizione di una sorta di prefisso (*e-). È attestato in armeno, frigio, greco e nelle lingue indoiraniche, tra cui il sanscrito, e ve ne sono alcune tracce in albanese.

## L'aumento in greco
In greco l'aumento è il modo più comune (ma non l'unico) per la costruzione del tema dei tempi storici (imperfetto, piuccheperfetto, aoristo indicativo). In sostanza, marca la forma verbale a cui è aggiunto come 'avvenuta nel passato', insieme all'uso di determinate desinenze (dette storiche o secondarie). Morfologicamente l'aumento greco si può trovare nella forma del cosiddetto aumento sillabico (poiché aumenta di una sillaba il tema verbale) o del cosiddetto aumento temporale (poiché aumenta la durata temporale della vocale iniziale del tema, cioè la allunga).

### L'aumento sillabico
Consiste nell'aggiunta di ἐ- (epsilon) davanti al tema di un verbo che inizia per consonante, per . Ad esempio: λύω (presente: sciolgo/sto sciogliendo) → ἔλυον (imperfetto: scioglievo/stavo sciogliendo).

### L'aumento temporale
L'aumento temporale, più complesso perché non è un prefisso ben individuabile, si verifica quando il tema del verbo inizia per vocale, solitamente breve, che viene appunto trasformata nella sua rispettiva lunga. Ad esempio: ἐσθίω (presente: mangio/sto mangiando) → ἤσθιον (imperfetto: mangiavo/stavo mangiando)
Quando il tema inizia per dittongo, si devono osservare alcune modifiche. Dato che l'aumento allunga solo la prima vocale, si viene a creare un cosiddetto "dittongo lungo": in questo caso, se il secondo elemento è -ι (iota), esso si sottoscrive. Ad esempio: οἰκέω (abito/sto abitando) → ᾤκεον (abitavo/stavo abitando). Se il secondo elemento è -υ (upsilon), esso non cambia, e si osserva solo l'allungamento della prima vocale. Ad esempio: αὐξάνω (aumento/sto aumentando) → ηὔξανον (aumentavo/stavo aumentando). In altri casi ancora, accanto alla forma con regolare aumento, troviamo anche la forma senza la vocale aumentata. Ad esempio: εὑρίσκω (trovo/sto trovando) → εὕρισκον (trovavo/stavo trovando).